# Eufráteszi nép
Az eufráteszi nép az ókori Mezopotámiában a sumerek, sémik, hurrik előtt lakó nyelvészeti hipotetézisen alapulóan feltett nép, amely az eufráteszi nyelvet beszélte.
Közvetlen ismeretünk nincs róluk, Mezopotámia régészetileg időzáras, de a sumer nyelvet sokan két alkotórész összességének tekintik. E nép nyelvét néha protoakkádnak nevezik, mivel a sumer alaprétegében az i. e. 3. évezred előttről származó sémi szavakat vélnek felismerni. Például az akkád sarru szó, mint királyi cím ismeretlen, korábbi nyelvi hatásnak tekinthető eredetű, ha a sémi nyelvekben lévő malikum, és a sumerben a lugal az alapszó.
Más elképzelések szerint a sumer nyelv már i. e. 3300 körül is létezett az uruki archaikus szövegek alapján. Eszerint ha az eufráteszi nyelv és nép létezett, akkor még az Uruk V kor előtt kellett élniük. A nyelvészeti értelmezés nehézsége abból adódik, hogy ezekben a korai írásokban még kevés a fonetikai komplementum, így valójában nemigen lehet meghatározni, hogyan hangzottak az egyes leírt szavak.
A hipotetikus eufráteszi nyelv nem tévesztendő össze az akkád nyelv eufráteszi nyelvjárásával, amelyből a babiloni nyelv alakult ki, szemben a tigrisi nyelvjárással, amely az asszír nyelv előzménye.